# Boreostereum
Boreostereum Parmasto (ciemnoskórnik) – rodzaj grzybów należący do rodziny niszczycowatych (Gloeophyllaceae).

## Charakterystyka
Grzyby kortycjoidalne o bazydiokarpie rocznym, rozpostartym lub rozpostarto-odgiętym, miękkim, lub nieco twardym, nawet kruchym. Powierzchnia dolna (hymenialna) promieniście i koncentrycznie pofałdowana, brązowawopomarańczowa, sterylna powierzchnia górna ciemnobrązowa do czarnej. System strzępkowy dimityczny, strzępki generatywne bez sprzążek, szkliste do jasnobrązowych, strzępki szkieletowe w KOH zielonkawe. Cystyd brak, ale do hymenium wnikają końce strzępek szkieletowych. Podstawki niemal maczugowate lub prawie cylindryczne, 4-sterygmowe, z prostą przegrodą u podstawy. Bazydiospory cylindryczne, szkliste do żółtawych, gładkie, cienkościenne, nieamyloidalne. Grzyby saprotroficzne powodujące brunatną zgniliznę drewna.
Boreostereum charakteryzuje się dimitycznym systemem strzępkowym, a jego strzępki i cystydiole mają charakterystyczną brązową inkrustację, która pod wpływem KOH zmienia kolor na zielonkawy. Najbliżej spokrewniony jest z Veluticeps i Chaetodermella.

## Systematyka i nazewnictwo
Pozycja w klasyfikacji według Index Fungorum: Gloeophyllaceae, Gloeophyllales, Incertae sedis, Agaricomycetes, Agaricomycotina, Basidiomycota, Fungi.
Polską nazwę zaproponował Władysław Wojewoda w 2003 r., Stanisław Domański używał nazwy boreoskórek.
Gatunki:
- Boreostereum borbonicum Boidin & Gilles 2000
- Boreostereum radiatum (Peck) Parmasto 1968 – ciemnoskórnik północny
- Boreostereum sulphuratum (Berk. & Ravenel) G.Y. Zheng & Z.S. Bi 1990
- Boreostereum vibrans (Berk. & M.A. Curtis) Davydkina & Bondartseva 1976

Wykaz gatunków i nazwy naukowe na podstawie Index Fungorum. Nazwy polskie według Władysława Wojewody.